# 多洛雷丝·格雷
多洛雷丝·格雷（英語：Dolores Gray，1924年6月7日—2002年6月26日），女，美国演员。曾获得托尼奖最佳音乐剧女主角。她的职业生涯始于在美國旧金山和内华达州里诺的餐厅和晚餐俱乐部表演歌舞。